# تجاوز و قتل‌های محمودیه

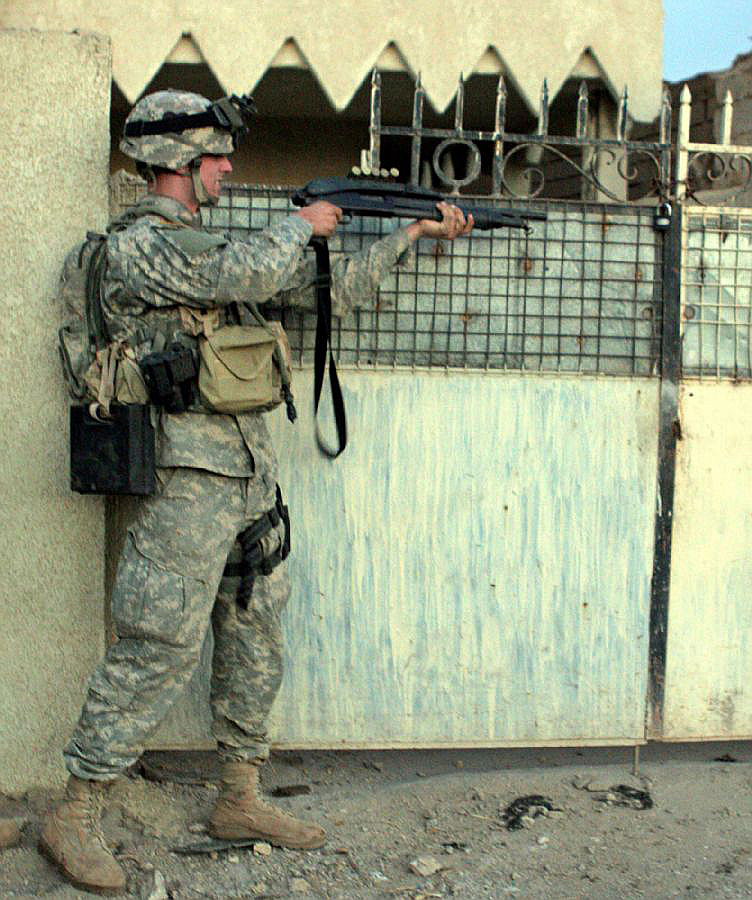
گرین در دسامبر ۲۰۰۵

تجاوز و قتل‌های محمودیه به جنایت جنگی علیه یک خانوادهٔ عراقی و تجاوز گروهی به دختر ۱۴ سالهٔ آن خانواده به‌نام عبیر قاسم حمزه الجنابی توسط نیروهای ارتش ایالات متحده آمریکا در تاریخ ۱۲ مارس ۲۰۰۶ در خانه‌ای در روستای یوسفیه، غرب شهر محمودیه در جنوب شهر بغداد گفته می‌شود. در این واقعه دختر چهارده ساله‌ای به نام عبیر الجنابی توسط ۵ نیروی هنگ ۵۰۲ پیاده ارتش آمریکا مورد تجاوز جنسی قرار گرفت و سپس به قتل رسید. همچنین مادر ۳۴ ساله، پدر ۴۵ ساله و خواهر ۶ سالهٔ وی نیز قبل از انجام تجاوز به عبیر توسط نظامیان آمریکایی به قتل رسیدند. دو بازماندهٔ خانواده برادر ۹ سالهٔ او به‌نام احمد و برادر ۱۱ سالهٔ او به‌نام محمد هستند که در زمان این جنایت در مدرسه بودند.
پنج سرباز هنگ ۵۰۲ پیاده ارتش ایالات متحده آمریکا به نام‌های گروهبان پل ای. کورتز، سرجوخه جیمز پی. بارکر، سرباز جسی وی. اسپیلمن، سرباز برایان هاوارد، و سرباز استیون دی. گرین مرتکب این جنایت شدند.

## پیش زمینه
عبیر قاسم حمزه الجنابی متولد ۱۹ اوت ۱۹۹۱ بود، به همراه مادر ۳۴ ساله و پدر ۴۵ ساله، خواهر ۶ ساله، دو برادر ۹ و ۱۱ ساله‌اش زندگی می‌کرد. خانهٔ آن‌ها یک اتاق خواب داشت و آن‌ها نیز مستأجر این خانه بودند. پدر عبیر نگهبان یک باغ خرما بود و مادرش خانه‌دار بود.
خانهٔ آن‌ها تنها ۲۰۰ متر با ایست و بازرسی نیروهای آمریکایی فاصله داشت. مادر و حتی همسایه‌ها متوجه نگاه سربازان آمریکایی به او زمانی که در حیاط خانه مشغول کار و امور خانه بود نیز می‌شدند. برادر او محمد که در زمان وقوع این قتل‌عام در مدرسه بود، گفته‌است در زمان بازرسی منازل محلی در محمودیه که پیش از وقوع این جنایت صورت پذیرفته، سرباز استیون گرین بر گونهٔ عبیر دست کشید، این عمل باعث وحشت عبیر شده بود.

## شرح ماجرا
در ۱۲ مارس ۲۰۰۶ سربازان ارتش ایالات متحده آمریکا مستقر در یک ایست و بازرسی که شامل پنج سرباز هنگ ۵۰۲ پیادهٔ ارتش آمریکا می‌شدند، در حال خوردن مشروبات الکلی و کارت‌بازی، در حال بحث بر روی تجاوز به او و کشتن «چند عراقی» بودند. گفته می‌شود استیون گرین بر روی این ایده بسیار پافشاری و آن را مدام مطرح می‌کرد. مسیر عبیر از مدرسه به منزلش هر روز از این ایست و بازرسی عبور می‌کرد و آزار و اذیت سربازان آمریکایی مستقر را از روزهای قبل با مادرش مطرح می‌کرد. مادر عبیر نیز این موضوع را با عموی او مطرح می‌کند و قرار می‌شود عبیر شب‌ها در خانهٔ عموی او که در همان نزدیکی‌ها بود بخوابد. پیش از وقوع حادثه سرباز هاوارد نیز که در ایست و بازرسی مستقر بود صحبت‌های چهار سرباز در این باره را شنید و آنان را که از پایگاه خارج می‌شدند دید، اما او تصور می‌کرد آن‌ها «شوخی» می‌کنند. پس از وارد شدن پنج سرباز به منزل عبیر، گرین در ابتدا دست مادر عبیر را که در حال مقاومت و اعتراض به حضور سربازان آمریکایی بود می‌شکند، سپس او را به همراه پدر عبیر و خواهر ۶ ساله‌اش به قتل می‌رسانند و به عبیر تجاوز می‌شود. پس از تجاوز چندین گلوله به سر عبیر شلیک شد، پیکرش به آتش کشیده شد و عاملان کشتار محل را ترک می‌کنند. دود و بوی حاصل از این آتش همسایه‌ها و عموی او را متوجه خود می‌کند. گزارش این حادثه در ابتدا به ارتش عراق داده می‌شود. این جنایت در روز روشن اتفاق افتاد.

## سرپوش گذاشتن
در ابتدا ۵ سرباز عامل این کشتار و عناصر آمریکایی مستقر در محمودیه به دروغ اعلام کردند این قتل‌عام به دست گروه‌های شورشی سنی صورت پذیرفته و ارتش عراق هم این موضوع را به عموی عبیر که جنازه‌ها را رؤیت کرده بود منتقل می‌کند. این دروغ مانع از گزارش رسانه‌ها و پیگیری جنایت در ابتدا شد.
ادعا می‌شود در ابتدا خود گرین این واقعه را برای گروهبان آنتونی یریب بازگو می‌کند. سپس این گروهبان در گفتگو با یک سرباز به نام جاستین وات که به تازگی در محمودیه مشغول به خدمت شده بود با اشاره به این موضوع می‌گوید که گرین یک جنایتکار است. جاستین وات گفتگوهایی با سایر نیروهای مستقر در پایگاه در این‌باره آغاز می‌کند و پس از آن‌که از گفتگو با سایرین متوجه می‌شود این اتفاق واقعاً افتاده آن را به مافوق خود به نام جان دیم که یک افسر درجه‌دار بود اطلاع می‌دهد، دیم به وات می‌گوید در این‌باره محتاط باشد و این موضوع را به‌عنوان جنایت جنگی گزارش کند. اما از آن‌جا که او به سیستم رسیدگی به جنایات جنگی ارتش آمریکا اعتماد نداشت، وات این موضوع را مجدداً با یک مشاور سلامت روان مطرح می‌کند و سپس خبر به رسانه‌ها درز می‌کند و واشینگتن پست گزارشی در ۳ ژوئیهٔ ۲۰۰۶ در این باره منتشر می‌کند.
وات بعدها از ارتش خارج شد و در یک کسب و کار کامپیوتری مشغول به کار شد. او می‌گوید بعد از این اتفاق تهدید به مرگ شد.

## محاکمهٔ عاملان
گرین، بارکر، کورتز، اسپیلمن، هاوارد و یریبه همگی چند روز پس از این حادثه دستگیر شدند. از آن‌جایی که گرین قبلاً از ارتش اخراج شده بود، اف‌بی‌آی تحت قانون صلاحیت فراسرزمینی نظامی تعقیب او را به عهده گرفت و وزارت دادگستری ایالات متحده او را متهم به قتل کرد. گرین به‌عنوان یک غیرنظامی دستگیر شد و توسط یک دادگاه غیرنظامی، دادگاه ناحیه‌ای ایالات متحده آمریکا در پادوکا، کنتاکی، محکوم شد. چهار نفر دیگر که همگی سربازان وظیفه بودند از طریق دادگاه نظامی محکوم شدند.

### استیون دِیل گرین

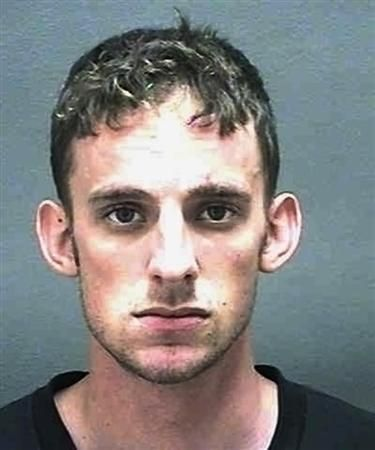
استیون گرین یکی از عوامل جنایت بعد از دستگیری در سال ۲۰۰۶

در ۳۰ ژوئن ۲۰۰۶، اف‌بی‌آی گرین را دستگیر کرد و او بدون قید وثیقه بازداشت و به لوئیزویل، کنتاکی منتقل شد. در ۳ ژوئیه، دادستان‌های فدرال رسماً او را به تجاوز و قتل عبیر و قتل والدین و خواهر کوچک‌ترش متهم کردند. در ۱۰ ژوئیه، ارتش ایالات متحده چهار سرباز دیگر را به همین جرم متهم کرد. یریبه متهم به عدم گزارش حمله بود، نه شرکت در جنایت.
در ۶ ژوئیهٔ ۲۰۰۶، گرین از طریق وکلای تسخیری خود اظهار بی‌گناهی کرد اما قاضی دادگاه ایالات متحده، جیمز مویر، تاریخ محاکمه را ۸ اوت در پادوکا، کنتاکی تعیین کرد.
جلسهٔ آغازین دادگاه گرین در ۲۷ آوریل ۲۰۰۹ برگزار شد. دادستانی در ۴ مه به تکمیل پروندهٔ خود پایان داد. در ۷ مه ۲۰۰۹، گرین توسط دادگاه فدرال در کنتاکی به انجام تجاوز جنسی و چندین فقره قتل، مجرم شناخته شد. درحالی‌که دادستان‌ها به دنبال مجازات اعدام در این پرونده بودند، هیئت منصفه به اتفاق آرا به توافق نرسیدند و حکم اعدام صادر نشد. در ۴ سپتامبر، گرین به‌طور رسمی به حبس ابد بدون امکان آزادی مشروط محکوم شد. این‌که گرین از مجازات اعدام در امان ماند، خشم بستگان خانواده را برانگیخت و عموی عبیر این حکم را «جنایتی بدتر از جنایت سربازان» توصیف کرد. گرین در ندامتگاهی در آریزونا نگهداری می‌شد اما در ۱۵ فوریهٔ ۲۰۱۴ بر اثر عوارض ناشی از اقدام به خودکشی با حلق‌آویز کردن خود درگذشت.

### جیمز پی. بارکر

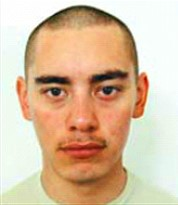
بارکر پس از دستگیری در ۲۰۰۶

در ۱۵ نوامبر ۲۰۰۶، بارکر به تجاوز جنسی و قتل، اقرار کرد. بارکر در بیانیه‌ای به قاضی گفت: «از عراقی‌ها متنفرم. آن‌ها می‌توانند به شما لبخند بزنند، سپس ناگهان، به صورت شما شلیک کنند.»
کاپیتان ویلیام فیشباخ، دادستان اصلی، درخواست حبس ابد بدون آزادی مشروط کرد. فیشباخ درحالی‌که تصاویر صحنهٔ جنایت را در دست داشت گفت: «این جسد سوخته که قبلاً یک دختر ۱۴ ساله بود، هرگز گلوله یا خمپاره شلیک نکرده بود. جامعه نباید خطری را که متهم در میان آن‌ها وجود دارد، متحمل شود.» بارکر شروع به گریه کرد و گفت: «می‌خواهم مردم عراق بدانند که من برای انجام کارهای وحشتناکی که انجام دادم به آن‌جا نرفته بودم. امروز از کسی نمی‌خواهم که مرا ببخشد». او گفت خشونتی که در عراق با آن مواجه شده بود، او را نسبت به عراقی‌ها «عصبانی و بد» کرده‌است.
در نهایت، بارکر به ۹۰ سال زندان با امکان درخواست آزادی مشروط پس از ۱۰ سال محکوم شد. وی همچنین به درجهٔ سربازی تنزل یافت و تمام حقوق و مزایای خود را از دست داد.

### پل ئی. کورتز

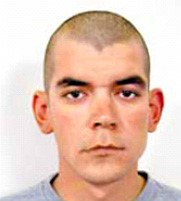
کورتز پس از دستگیری در ۲۰۰۶

در ۲۲ ژانویهٔ ۲۰۰۷، کورتز در یک دادگاه نظامی به تجاوز جنسی، توطئه برای تجاوز به عنف و چهار فقره قتل، اقرار کرد. در طول جلسهٔ صدور حکم، وکلای او استدلال کردند که او تحت استرس ناشی از جنگ است. کورتز به ۱۰۰ سال زندان با امکان آزادی مشروط پس از ۱۰ سال محکوم شد. او همچنین از ارتش اخراج شد، به درجهٔ سربازی تنزل یافت و تمام حقوق و مزایای خود را از دست داد. او درحالی‌که برای ایفای نقش در قتل‌ها عذرخواهی می‌کرد، اشک روی صورتش جاری شد. کورتز به قاضی گفت: من هنوز جوابی ندارم. «من نمی‌دانم چرا. کاش آن کار را نمی‌کردم. جان چهار انسان بیگناه گرفته شد. می‌خواهم به‌خاطر تمام درد و رنجی که برای خانوادهٔ الجنابی ایجاد کرده‌ام عذرخواهی کنم.» او در حال حاضر در پادگان انضباطی ایالات متحده در فورت لیونورث، کانزاس نگهداری می‌شود.

### جسی وی. اسپیلمن

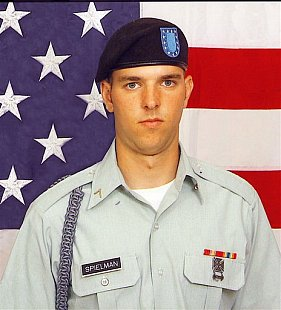
جسی اسپیلمن در یونیفرم نظامی ارتش ایالات متحده آمریکا

در ۳ اوت ۲۰۰۷، اسپیلمن، ۲۳ ساله، توسط دادگاه نظامی به ۱۱۰ سال زندان با امکان آزادی مشروط پس از ۱۰ سال محکوم شد. او همچنین از ارتش اخراج شد، به درجهٔ سربازی تنزل یافت و تمام حقوق و مزایای خود را از دست داد. او به تجاوز جنسی، توطئه برای ارتکاب تجاوز جنسی، ورود غیرقانونی به منزل به قصد تجاوز و چهار فقره قتل محکوم شد. او ابتدا به توطئه در جهت ممانعت از اجرای عدالت، آتش‌افروزی، لمس نادرست و مجرمانهٔ جسد و نوشیدن مشروب اقرار کرد. پس از صدور حکم، مادربزرگ اسپیلمن بیهوش شد، درحالی‌که خواهرش فریاد زد: «من از دولت متنفرم. شما او را آن‌جا بردید و اکنون این اتفاق افتاده‌است.» اسپیلمن در پادگان انضباطی ایالات متحده در فورت لیونورث، کانزاس نگهداری می‌شود.

### برایان اِل. هاوارد
هاوارد به‌دلیل توطئه برای ممانعت از اجرای عدالت و عدم اطلاع‌رسانی در مورد موضوع، توسط یک دادگاه نظامی بر پایهٔ یک دادخواست محکوم شد. دادگاه دریافت که دخالت او شامل شنیدن صحبت دیگران در مورد جنایت و دروغ گفتن برای محافظت از آن‌ها بود، اما نه ارتکاب تجاوز جنسی یا قتل. هاوارد به ۲۷ ماه زندان محکوم شد، به درجهٔ سربازی تنزل یافت و اخراج شد.

### آنتونیو یریبه
یریبه در ابتدا متهم به ممانعت از تحقیقات، به‌ویژه، تخطی از انجام وظیفه و اظهارات نادرست بود. در ازای شهادت او علیه سایر متهمان، دولت از اتهامات علیه یریبه صرف‌نظر کرد و او نیز اخراج شد.

## پس از ماجرا
ابعاد این جنایت در درون افکار عمومی عراق به حدی گسترده بود که مجلس شورای مجاهدین عراق که شامل ۶ گروه سلفی‌گرای سنی وابسته به شبکه القاعده در عراق می‌شد در ۱۰ ژوئیهٔ ۲۰۰۶ با انتشار بیانیه‌ای با عنوان «انتقام خون خواهرمان که هتک حرمت شد» از دستگیری و قتل ۳ سرباز آمریکایی از همان تیپ خبر داد. ارتباط این عملیات بلافاصله توسط دولت مرکزی عراق و منابع رسمی آمریکایی در عراق تکذیب شد و اعلام شد که مرگ این ۳ سرباز، پیش از اعلام عمومی این اتفاق بوده‌است و در واقع این عملیات مجلس شورای مجاهدین در پاسخ به کشته شدن ابومصعب الزرقاوی بوده‌است.

## در فرهنگ عامه
- بر اساس وقایع این حادثه فیلمی بنام غیرقابل انتشار ساخته شد که در سال ۲۰۰۷ اکران گردید.
- این حادثه و تحقیقات متعاقب آن در کتاب قلب‌های سیاه نوشتهٔ جیم فردریک شرح داده شده‌است.
- نمایش «۹ دایره» بر اساس شخصیت استیون گرین، در سال ۲۰۱۱ و در تئاتر بوتلگ لس آنجلس اجرا شد.[۳۷]
- در مجموعهٔ تلویزیونی هوملند و قسمت ۶۱ این مجموعه، به این جنایت اشاره شده‌است.
- در پادکست کیس‌فایل که در سال ۲۰۱۸ منتشر گردید، به ابعاد این حادثه پرداخته شد.[۳۸] این پادکست همچنین مصاحبه‌ای با وات در ۱ فوریهٔ ۲۰۲۰ منتشر کرد.